# Mecistophylla
Mecistophylla é um gênero de mariposa pertencente à família Crambidae.